# 新仙剑 Online
《新仙剑奇侠传Online》，是游戏公司骏梦游戏（英语：Dream Group）所制作的一款大型多人角色扮演網頁游戏。此游戏的开发得到了仙剑奇侠传系列制作公司大宇资讯的授权，且由“仙剑之父”姚壮宪担任监制。
自2013年7月18日起，該作已陸續在中國大陸以及新馬地區開始營運。2013年5月，《新仙劍Online》台港澳地區代理權由G妹遊戲獲得，更名《新仙劍》即將在台上市。

## 各地運營情況

### 中國大陸
- 第一次內測自2012年12月28日開始[5]，至2013年1月8日止[6]。
- 第二次內測（衝刺內測）自2013年5月16日開始[7]，至2013年5月26日結束[8]。
- 不刪檔內測自2013年7月18日開始，當前持續運營中。在這之前，駿夢先行於2013年7月11日面向參加過前兩次內測的玩家開放了一組專屬的精英測試伺服器。與此同時，聯運廠商360遊戲中心也於2013年7月15日開啟360聯運版本的首測。
- 2013年8月7日，正式公告指出，將封鎖來自台港澳以及新馬地區玩家的IP[9]。
- 2013年8月13日宣佈進行第一次改版，更新資料片《愛·戰》。
- 2017年4月30日關閉服务器停止運營。

### 台港澳
- 2013年5月，《新仙劍》重歸台灣，官方臉書粉絲頁率先建立[10]。
- 2013年5月17日，G妹遊戲宣佈取得本作台港澳代理權[11]。
- 2013年5月30日，G妹遊戲《新仙劍》定名與繁體中文版 Logo 亮相[12]。
- 2013年7月4日，G妹遊戲《新仙劍》神秘倒數網站上線[13]。
- 2013年7月12日，G妹遊戲《新仙劍》形象官網正式上線[14]。
- 2013年8月14日，G妹遊戲《新仙劍》曝光第二部完整版 CG 宣傳片[15]。
- 2013年8月19日，G妹遊戲《新仙劍》繁體版官網即日上線[16]。
- 截止到2014年1月31日，除G妹遊戲為主運營商外，本作在台港澳另有11個聯合營運單位。除大宇資訊、遊戲酒吧、歡樂派為全獨立名稱伺服器、113遊戲網為獨立/共用名稱伺服器共存之外，其他各聯運單位均與G妹遊戲共用部份伺服器名稱。
- 2017年5月18日終止營運並關閉所有伺服器。

### 新馬
- 2013年8月1日，新馬代理商IAH Games宣佈本作新馬伺服器將於該日起正式開始公測。
- 做為與駿夢達成的共識，新馬地區的伺服器也將阻擋來自中國大陸的玩家的IP。
- 2013年9月5日，资料片《爱·战》于新马地区更新上线。
- 2015年8月28日停止運營。

### 越南
- Alpha测试自2013年11月20日開始，Beta测试自2013年12月2日开始。

## 外部連結
- 骏梦游戏 官方网站
- 新仙剑奇侠传Online 官方网站
- 新仙剑马来西亚官网
- 新仙劍Online台港澳地區官方網站 （页面存档备份，存于）
- 新仙剑越南官网 （页面存档备份，存于）
- 新仙劍Online台港澳地區官方臉書粉絲頁 （页面存档备份，存于）